# Torneo Albert Schweitzer 1994
Il Torneo Albert Schweitzer 1994 si è svolto nel 1994 nella città tedesca di Mannheim.

## Classifica finale
| Pos. | Squadra     |
| ---- | ----------- |
|      | Stati Uniti |
|      | Spagna      |
|      | Australia   |
| 4.   | Lituania    |
| 5.   | Israele     |
| 6.   | Slovenia    |
| 7.   | Francia     |
| 8.   | Italia      |
| 9.   | Grecia      |
| 10.  | Germania    |
| 11.  | Russia      |
| 12.  | Turchia     |